# Lisa Rosen
Lisa Rosen (* 1975 in Neuss) ist eine deutsche Erziehungswissenschaftlerin.

## Leben
Von 2001 bis 2005 war sie wissenschaftliche Hilfskraft am Lehrstuhl für Interkulturelle Pädagogik (Georg Auernheimer) der Universität zu Köln sowie Stipendiatin der Graduiertenförderung der Universität zu Köln. Von 2005 bis 2008 war sie wissenschaftliche Mitarbeiterin am Lehrstuhl für Interkulturelle Bildungsforschung der Universität zu Köln sowie in den Drittmittelprojekten „‚Die Beste aller Welten‘ – Planspiel zur politischen Bildung bei bildungsbenachteiligten Jugendlichen mit Migrationshintergrund“ (gefördert durch die Bundeszentrale für Politische Bildung) und „Evaluation der bilingualen Kindertagesstätten der Caritas in Köln“ (gefördert durch den Caritas-Verband Köln) unter der Leitung von Hans-Joachim Roth (Universität zu Köln). Von 2008 bis 2010 war sie wissenschaftliche Mitarbeiterin am Praktikumszentrum der Humanwissenschaftlichen Fakultät der Universität zu Köln sowie im Drittmittelprojekt „Evaluation des ergänzenden bildungssprachlichen Unterrichts für HauptschülerInnen mit Migrationshintergrund“ (gefördert durch das Bundesamt für Migration und Flüchtlinge) unter der Leitung von Hans-Joachim Roth (Universität zu Köln). 
Von 2010 bis 2015 war sie Juniorprofessorin für Sozialwissenschaften mit dem Schwerpunkt Kommunikation und soziale Intervention am Institut für vergleichende Bildungsforschung und Sozialwissenschaften, Humanwissenschaftliche Fakultät, Universität zu Köln. Von 2017 bis 2020 lehrte sie als Universitätsprofessorin für Erziehungswissenschaft am Departement für Erziehungs- und Sozialwissenschaften der Universität zu Köln. Im November 2020 wurde sie zur Universitätsprofessorin für Erziehungswissenschaft mit dem Schwerpunkt Interkulturelle Bildung an die Universität Koblenz-Landau berufen. Nach der Neustrukturierung der Universitätsstandorte Kaiserslautern, Landau und Koblenz ist sie seit 2023 an der Rheinland-Pfälzische Technische Universität Kaiserslautern-Landau tätig.
Ihre Schwerpunkte sind soziale Ungleichheiten, Bildung und Diversität in Jugend und Adoleszenz, differenzsensible Professionalisierung, Professionalität und Schulentwicklung in Migrationsgesellschaften, migrationsbedingte Mehrsprachigkeit in Familien und (inklusiven) Schulen und forschendes Lernen anhand qualitativer und international vergleichende Bildungsforschung in Migrationsgesellschaften.

## Schriften (Auswahl)
- als Herausgeberin mit Schahrzad Farrokhzad: Macht – Kultur – Bildung. Festschrift für Georg Auernheimer. Münster 2008, ISBN 3-8309-2031-8.
- „In der fünften Klasse, das war dann ... wirklich so, dass ... wir erst mal unter Türken gewesen sind.“ Eine biografieanalytische Studie zu Identitätskonstruktionen bildungsbenachteiligter Migrant(inn)en. Berlin 2011, ISBN 978-3-936014-25-9.
- als Herausgeberin mit Markus Ottersbach und Andrea Platte: Soziale Ungleichheiten als Herausforderung für inklusive Bildung. Wiesbaden 2016, ISBN 3-658-13493-3.